# Nowa Wieś (Skowierzyn)
Nowa Wieś – część wsi Skowierzyn położona w Polsce,  w województwie podkarpackim, w powiecie stalowowolskim, w gminie Zaleszany.
W latach 1975–1998 Nowa Wieś należała administracyjnie do województwa tarnobrzeskiego.